# Anne Mette Hancock
Pour les articles homonymes, voir Hancock.
Anne Mette Hancock, née le 8 décembre 1979 à Gråsten au Danemark, est une romancière et une journaliste danoise.

## Biographie
Anne Mette Hancock est titulaire d'une licence en histoire et d'une maîtrise en journalisme de l'université de Roskilde.
En 2017, avec Fleur de cadavre (Ligblomsten), elle commence une série de romans policiers mettant en scène la journaliste Heloise Kaldan et l'enquêteur sur les homicides Erik Schäfer comme personnages principaux. Ce roman a figuré en tête des listes de best-sellers pendant des mois. Avec ce roman, elle remporte le prix de la révélation du polar danois 2017. L'année suivante, la suite Trompe-l'œil (Mercedes-snittet) est publiée, pour laquelle elle est nommée pour le Martha-prisen (da) en 2019. En 2020 le troisième volume de la série, Pitbull, est paru.
En octobre 2018, elle a remporté le prix de l'auteur de l'année au BogForum.

## Œuvre

### Romans
- Ligblomsten (2017)
  - Fleur de cadavre, Albin Michel (2018)  (ISBN 978-2-226-40206-6), traduction de Caroline Berg, réédition  LGF, coll. « Le Livre de poche » no 35843 (2020)  (ISBN 978-2-253-24163-8)
- Mercedes-snittet (2018)
  - Trompe-l'œil, Albin Michel (2021)  (ISBN 978-2-226-44146-1), traduction de Caroline Berg
- Pitbull (2020)

### Autre ouvrage
- Klap i, hest! (2012) (coécrit avec Katrine Engberg)

## Prix et distinctions

### Prix
- Prix de la révélation du polar danois 2017 pour Ligblomsten[1]
- Prix de l'auteur de l'année 2018 au BogForum (da)[2]

### Nomination
- Martha-prisen (da) en 2019[3]